# 严文斌
严文斌（1963年4月—），男，汉族，湖南南县人，中国新闻工作者，曾任新华通讯社副社长、党组成员，中共十九大代表。